# Sándwich de miga
El sándwich (emparedado, bocadillo, sánduche, sánguche) de pan de miga es un emparedado cuyas tapas o paredes están compuestas por finas secciones del llamado pan de miga o pan de molde sin corteza. Conocido como sándwich de miga, rafaelito, triple, o simplemente sándwich, es un tipo de sándwich característico de la gastronomía de  Argentina y Uruguay . Suelen consumirse fundamentalmente en fiestas y eventos sociales.

## Orígenes
Se mencionan dos vertientes como probable origen del sándwich de miga: La italiana y  la inglesa. El origen italiano del sándwich de miga en el Río de la Plata habría ocurrido a través de  los inmigrantes de esa nacionalidad que trajeron el tramezzino, inventado en el norte de Italia en Turín en 1925. El tramezzino es triangular y las combinaciones de rellenos son más sofisticados.  Por otra parte se menciona que podría existir influencia del sandwich inglés de pepino, que consumían los ingenieros ingleses que construyeron el ferrocarril en Argentina.[cita requerida]

## Características
Para preparar los sándwiches de miga se usa el pan de miga o de molde,  que es un pan de miga bastante compactada y, sin embargo flexible. Puede usarse harina blanca o integral. La masa se coloca en una horma para ser horneada.  Al pan se le quita la corteza,  se usa únicamente la miga; posteriormente se rebana para la elaboración del sandwich. 
Un sándwich de pan de miga simple consta de dos tapas de pan entre las que se pone uno o varios  ingredientes. Un sándwich de pan de miga triple (a veces llamado simplemente triple) tiene una rebanada central que produce dos espacios separados en los cuales se emparedan distintos ingredientes, se lo llama triple por las 3 tapas de pan que lo conforman. 

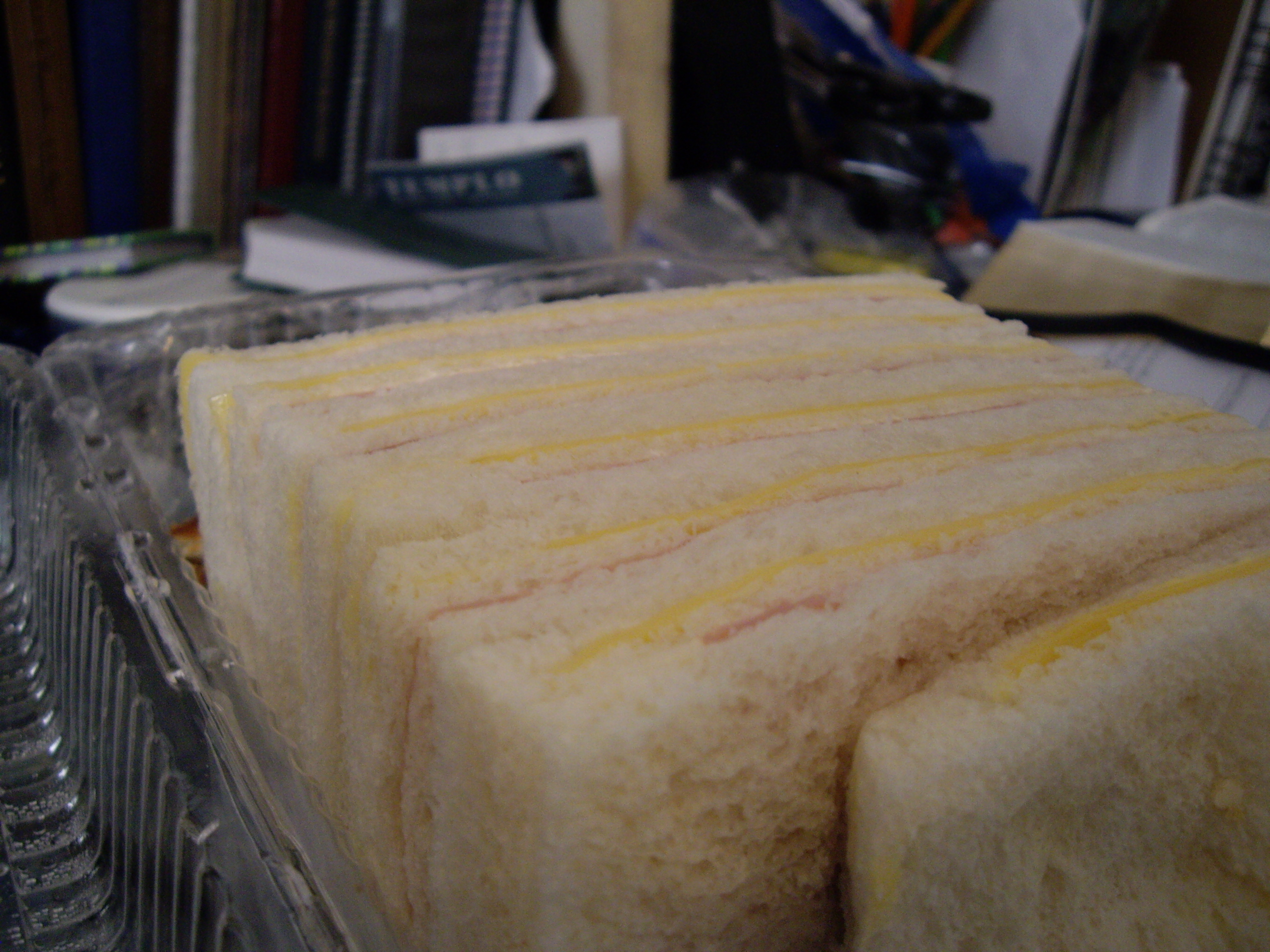
Sándwiches de miga de jamón y queso.

Las tapas de pan de miga se untan por su parte interior con una leve capa de manteca (mantequilla), margarina o mayonesa mezclada con agua u otras preparaciones,  para permitir la necesaria adherencia de los demás ingredientes, humedecer y dar sabor.
Los ingredientes más comunes son finas fetas de jamón cocido y queso de sándwich o de máquina (Argentina) blando y semigraso.   . Además del queso se utilizan otros ingredientes tales como salame, pastrón o pastrami u otros fiambres. , son comunes los sándwiches de jamón y choclo, los de lomito canadiense, los de bondiola, los de pollo o los de atún.
Los triples suelen estar constituidos por una capa de fiambre (usualmente jamón) o queso y otra de hojas de lechuga o finas rodajas de tomate.
Algunos tradicionales en Argentina son por ejemplo: jamón cocido y queso; jamón cocido y tomate; jamón crudo y queso; queso y aceitunas. Otras variedades incluyen: palmitos, atún, aceitunas, salame, ananá, etc. Si se siguen las reglas de preparación la lista de combinaciones es larga. En Uruguay es muy común el llamado "sándwich olímpico" que, además de jamón, lleva tomate, lechuga, huevo duro y salsa mayonesa (si se desea, se le pueden agregar aceitunas).

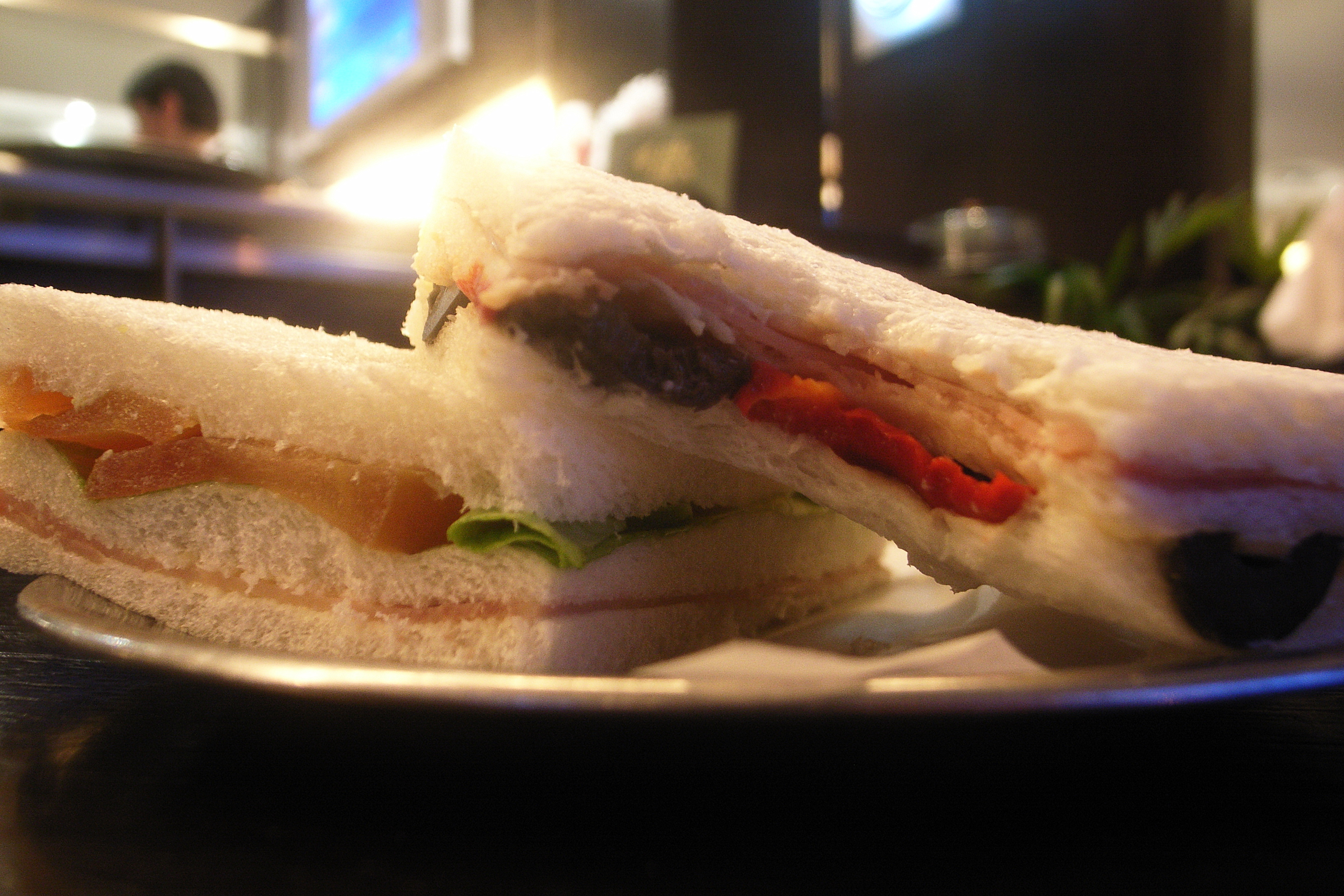
Sándwiches olímpicos típicos de Uruguay.

### Variantes
Menos frecuentes en Argentina pero muy populares en Uruguay, difundidas desde la segunda mitad del siglo XX, son las combinaciones que incluyen palmitos, aceitunas cortadas en finas rebanadas, huevo picado, pavita, atún desmenuzado, remolacha, anchoas, sardinas, rodajas de ananá, nuez picada o puré de granos de choclo, rodajas de champiñones, espárragos fileteados, mariscos, otros quesos como el roquefort etc, la combinación de elementos alimenticios, mientras mantengan la consistencia apropiada puede ser prácticamente infinita, con el añadido moderado de diversas salsas etc.

### Preparaciones semejantes
En Argentina el "tostado", también conocido como "Carlito", y en Uruguay el "sandwich caliente", consta de dos rebanadas de pan de miga y contiene queso de sándwich, jamón, mozzarella y manteca; el nombre sándwich caliente proviene de que se lleva abierto al gratinador para que se caliente por dentro, y después se montan las dos partes y se gratina de los dos lados.
En prácticamente en todos los países existen preparaciones que se comen entre dos panes (emparedados), :
Pambazo, México
Tramezzino, Italia
Mixto, España
Chorizo, España
Shawarma, Medio Oriente
Bánh mì, Vietnam
Muffaletta, Nueva Orleans, Estados Unidos
Chivito, Uruguay
Pan bagnat, Francia
Smørrebrød, Dinamarca
Spatlo, Sudáfrica
Sándwich de carne ahumada de Montreal, Canadá
Po’boy, Nueva Orleans, Estados Unidos
Fricassé, Túnez
Sándwich cubano, Cuba y Estados Unidos
Sándwich de pepino, Reino Unido
Chip butty, Reino Unido
Katsu sando, Japón
Reuben, Estados Unidos
Croque monsieur/madame, Francia
Philly cheesesteak, Filadelfia, Estados Unidos
Broodje haring, Países Bajos
Falafel pita, Medio Oriente
Choripán, Argentina y Uruguay
Rollo de langosta, Nueva Inglaterra, Estados Unidos